# Oliver Wiertz
Oliver J. Wiertz (* 7. März 1964 in Mainz) ist ein deutscher Philosoph.

## Leben
Er besuchte von 1970 bis 1983 die Martinus-Grundschule und das Willigis-Gymnasium in Mainz-Altstadt. Er studierte Philosophie und katholische Theologie an der Philosophisch-Theologischen Hochschule Sankt Georgen Frankfurt (1985–1987), Philosophie an der Hochschule für Philosophie München (1987–1989) und katholische Theologie an der PTH Sankt Georgen Frankfurt (1989–1994). Während des Promotionsstudiums in katholischer Theologie an der PTH St. Georgen (1994–2000) erhielt er 1995 den Förderpreis des Freundeskreises Sankt Georgen e. V. und studierte 1998 als graduate visiting student bei Richard Swinburne am Oriel College. Von 2000 bis 2004 machte er eine Ausbildung zum Pastoralreferenten im Bistum Mainz und arbeitete als Pastoralassistent in den Pfarrgemeinden St. Jakobus in Friedberg-Ockstadt und St. Michael in Rosbach vor der Höhe. An der Goethe-Universität absolvierte er von 2003 bis 2005	ein Promotionsstudium in Philosophie. Als Lehrbeauftragter und Dozent lehrte er von 2005 bis 2006 Philosophie an der PTH Sankt Georgen Frankfurt. Seit 2008 ist er Professor für Philosophie an der PTH Sankt Georgen Frankfurt.
Seine Forschungsinteressen sind Religionsphilosophie (besonders: Rationalität religiöser Überzeugungen, Problem des Übels, religiöse Vielfalt),  Erkenntnistheorie (besonders: epistemische Rechtfertigungstheorien) und Geschichte der analytischen Philosophie.

## Schriften (Auswahl)
- als Herausgeber mit Hans-Ludwig Ollig: Reflektierter Glaube. Festschrift für Erhard Kunz SJ zum 65. Geburtstag (= Deutsche Hochschulschriften. Band 1156). Hänsel-Hohenhausen, Egelsbach/Frankfurt/München 1999, ISBN 3-8267-1156-4.
- Begründeter Glaube? Rationale Glaubensverantwortung auf der Basis der analytischen Theologie und Erkenntnistheorie. Matthias-Grünewald-Verlag, Mainz 2003 (zugleich Dissertation, PTH Sankt Georgen 2000).
- als Übersetzer: Richard Swinburne: Glaube und Vernunft (= Religion in der Moderne. Band 20). Echter, Würzburg 2009, ISBN 978-3-429-03175-6.
- als Herausgeber mit Hans-Joachim Höhn, Martin Endreß und Thomas M. Schmidt: Herausforderungen der Modernität (= Religion in der Moderne. Band 25). Echter, Würzburg 2012, ISBN 978-3-429-06075-6.
- als Herausgeber: Katholische Kirche und Moderne. Aschendorff Verlag, Münster 2015, ISBN 3-402-16062-5.